# Ibrahima Sacko
Pour les articles homonymes, voir Sacko.

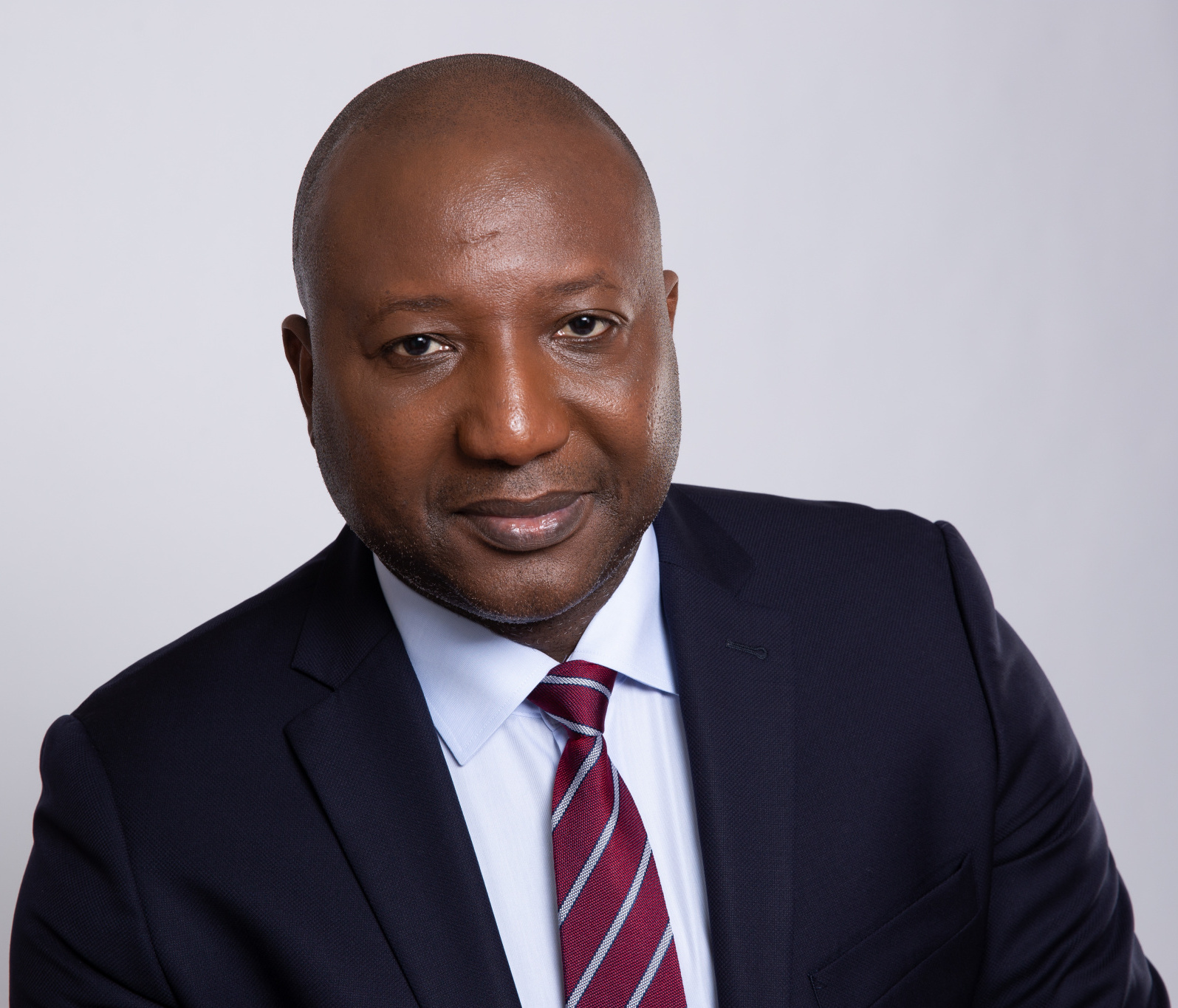

Ibrahima Sacko né le 20 décembre 1976 à Siguiri en Haute Guinée, est un homme politique et chef d'entreprises guinéen.
Fondateur et président du parti changement, progrès, unité pour la Guinée (CPUG) depuis 2015, également président des coalitions Sauvons la Guinée (CoSaG ) en octobre 2021 et de l'Unions des forces pour le retour à l'ordre constitutionnel,. 

## Biographie

### Origine
Ibrahima Sacko originaire de Siguiri, est fils de Damou Sacko, professeur de biologie et de Hawa Condé, responsable d'un magasin d'état de fournitures scolaires. Ses parents étaient engagés en politique au sein du parti démocratique de Guinée - rassemblement démocratique Africain (PDG-RDA) du président Ahmed Sékou Touré.

### Enfance et formation
Ibrahima Sacko est arrivé en France à l'âge de 7 ans, il suit ses études primaires et secondaires au collège lycée Saint-Charles de Chauny en Aisne. Après un bac scientifique, il poursuit ses études supérieures à l'université Paris Panthéon-Sorbonne où il obtient une maîtrise de droit "Carrière judiciaire" et un DEA en droit des Affaires.

## Parcours politique
Ibrahima Sacko passe un parcours professionnel dans l'entrepreneuriat en France et en Europe, il retourne dans son pays d'origine la Guinée et fonde en 2015 le parti changement, progrès, unité pour la Guinée (CPUG) et en octobre 2021 la coalition sauvons la Guinée (CoSaG),.
Il dénonce la gestion du pouvoir de l'ancien président Alpha Condé lors de l'assemblée générale du parti CPUG du 22 décembre 2018.
En 2019, à Macenta en Guinée forestière devant des militants du parti CPUG, Ibrahima Sacko préconise une lutte contre la corruption et plaide pour la première fois pour le renouvellement de la classe politique pour permettre le développement socio-économique de la Guinée.
Il rencontre l'imam en chef de la mosquée Fayçal à Conakry Elhadj Mamadou Saliou Camara le 11 octobre 2019 afin que celui-ci lance un appel aux hommes politiques guinéens et à la population guinéenne à ne pas céder aux violences alors qu'une tension est perceptible entre l'opposition guinéenne et les promoteurs de la nouvelle constitution en vue d'un éventuel 3e mandat du président Alpha Condé.
En octobre 2020, pour dénoncer la misère sociale, la corruption, les détournements des deniers publics, les tueries perpétrées par le régime de Alpha Condé et l'illégalité de la candidature de ce dernier à un 3e mandat, Ibrahima Sacko appelle à la désobéissance civique et décide de retirer sa candidature aux élections présidentielles du 18 octobre 2020.
Après le coup d'état du 5 septembre 2021, Ibrahima Sacko, le parti CPUG (Changement, Progrès, Unité pour la Guinée) et la Coalition CoSag (Coalition Sauvons la Guinée) affirment leur volonté d'accompagner la transition enclenchée par le président Mamadi Doumbouya.
Le 17 Mai 2024, il crée et devient le président part intérim de la coalition l’union des forces pour le retour à l’ordre constitutionnel (UFROC), dont la mission est d’œuvrer pour restaurer l’ordre constitutionnel et de promouvoir les valeurs démocratiques en Guinée,.

## Vie privée
Ibrahima Sacko est marié et père de quatre enfants.